# Hylodes japi
Hylodes japi é uma espécie de anfíbio da família Hylodidae. Endêmica do Brasil, onde pode ser encontrada na Serra do Japi, município de Jundiaí, no estado de São Paulo. Esta espécie também realiza uma combinação complexa de  vocais serenatas, movimentos corporais coordenadas e outros sinais visuais.